# Latorytsja
Latorytsja (ungarsk: Latorca; slovakisk: Latorica, udtalt: Latoritsa; ukrainsk: Латориця, translit. : Latorytsia) er en flod i Donaus afvandingsområde. Dens kilde er i de ukrainske Karpater (Østlige Karpater), nær landsbyen Latirka. Det løber fra Ukraine (156,6 km) til Slovakiet (31, km), 188 km i alt og mod vest gennem byerne Svaliava, Mukacheve, Solomonovo, Chop og Velke Kapusany. Dens afvandingsområde er 7.740 km2. Den løber sammen med Ondava, i Zemplín, og fortætter som floden Bodrog, der er en biflod til Tisza.
En del af dens afvandingsområde, Latorica, beskyttet landskabsområde, ("Ramsar site No. 606", 44.05 km 2) er blevet udpeget til Ramsarområde, under Ramsarkonventionen siden 1993.